# جولین پوئیس
جولین پوئیس (انگلیسی: Julien Poueys؛ زادهٔ ۲۷ ژوئیهٔ ۱۹۷۹) بازیکن فوتبال اهل فرانسه است.
از باشگاه‌هایی که در آن بازی کرده‌است می‌توان به باشگاه فوتبال سیون، باشگاه ورزشی مون‌پلیه، باشگاه فوتبال لاس پالماس، باشگاه فوتبال سدان، و باشگاه فوتبال آژاکسیو اشاره کرد.
وی همچنین در تیم ملی فوتبال زیر ۱۹ سال فرانسه بازی کرده‌است.